# Clark Leonard Hull
Clark Leonard Hull (ur. 1884, zm. 1952) – amerykański psycholog, przedstawiciel neobehawioryzmu, profesor Uniwersytetu Yale. Podjął próbę sformalizowania oraz opisania w ramach spójnego systemu dedukcyjnego podstawowych praw zachowania.